# Territoriale prelatuur Itacoatiara
De territoriale prelatuur Itacoatiara (Latijn: Praelatura Territorialis Itacoatiarensis) is een rooms-katholieke territoriale prelatuur met als zetel Itacoatiara, in Brazilië. De territoriale prelatuur is suffragaan aan het aartsbisdom Manaus.

## Geschiedenis
De territoriale prelatuur werd opgericht op 13 juli 1963, uit delen van het aartsbisdom Manaus. 

## Parochies
De territoriale prelatuur had in 2021 een oppervlakte van 58.386 km2 en telde 165.995 inwoners waarvan 68,3% rooms-katholiek was.

## Bisschoppen
- Francis Paul McHugh (20 juli 1965 - 15 juli 1972)
- Jorge Eduardo Marskell (1975 - 2 juli 1998)
- Carillo Gritti (5 januari 2000 - 9 juni 2016)
- José Ionilton Lisboa de Oliveira (19 april 2017 - 3 november 2023)
- sedisvacatie

Manaus (aartsbisdom) · Alto Solimões · Borba · Coari · Itacoatiara (territoriale prelatuur) · Parintins · Roraima · São Gabriel da Cachoeira · Tefé (territoriale prelatuur)